# Miyobe (Sprache)
Miyobe (auch: Soruba, Bijobe, Biyobe, Sorouba, Solla, Uyobe, Meyobe, Kayobe, Kuyobe, Sola, Solamba) ist die Sprache des Volkes der Soruba.
Diese leben vorwiegend in Togo und Benin. Miyobe wird zunehmend durch die alleinige Amtssprache Französisch in beiden Ländern verdrängt. Sie gehört zu den Gur-Sprachen.
Die Angaben zur Anzahl der Sprecher schwanken wird auf ca. 8.700 (1991) Menschen beziffert. In Togo leben ca. 1.700 (1991) Sprecher, in Benin ca. 6.000 (1991).
In Togo leben die Sprecher des Miyobe in der Region Kara, und zwar nordöstlich des Ortes Kpagoudain der Präfektur Binah. Zentrum der Miyobe-Sprecher ist Kouyoria. Einige isolierte Gruppen leben in Kounacire (Massédéna) und Sola (Koutougou). In Benin leben sie vorwiegend in der Atakora Province.
Es besteht zu ca. 27 % eine lexikalische Übereinstimmung mit Moba, zu 25 % Ditammari und zu 47 % mit Ngangam.